# John Anderson (Sänger)

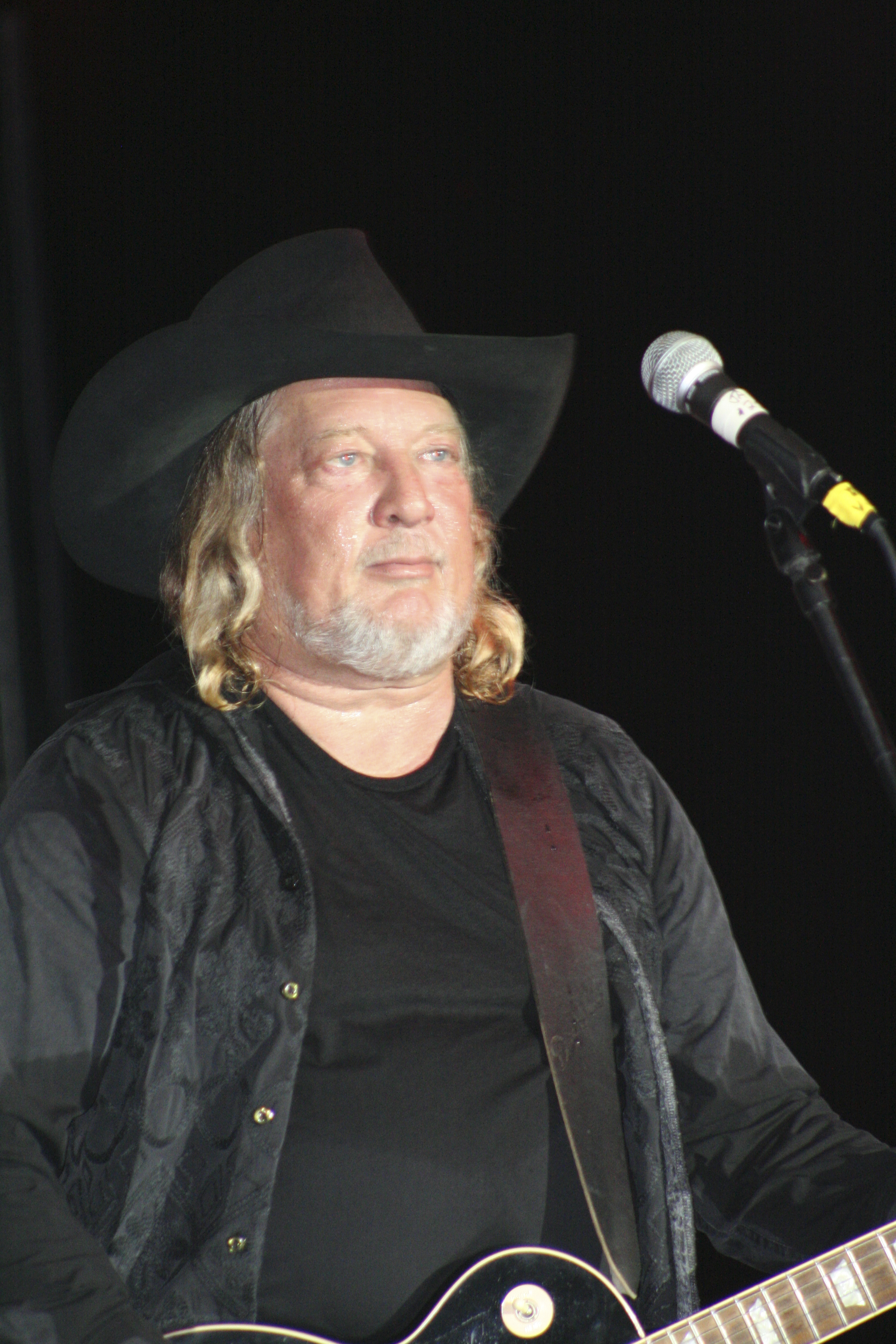
John Anderson auf der Pike County Fair, Missouri (2008)

John Anderson (* 13. Dezember 1954 in Orlando, Orange County, Florida) ist ein US-amerikanischer Country-Sänger.

## Leben
Anderson zog 1971 nach Ende der Schulzeit zu seiner Schwester Donna nach Nashville. Er nahm Gelegenheitsjobs aller Art an und trat gemeinsam mit Donna als Duo auf. Bereits drei Jahre später veröffentlichte er bei dem kleinen Label „Ace Of Hearts“ seine ersten Singles. 1977 wechselte er zu Warner Brothers.
Nach einigen wenig erfolgreichen Titeln hatte er 1979 seinen ersten Top-20-Hit, Your Lying Blue Eyes. Mit 1959 schaffte er 1980 den Sprung in die Top 10. Im Jahr darauf hatte er mehrere Top-10-Hits, u. a. mit dem aus der Feder des amerikanischen Songwriters und Sängers Billy Joe Shaver stammenden I am Just An Old Chunk Of Coal (Platz 4). Ein Jahr später rückte sein Wild And Blue aus dem gleichnamigen Album sogar bis auf Platz eins der Country-Charts vor. Der endgültige Durchbruch kam 1983 mit dem Megahit Swingin’, einer weiteren Auskopplung aus dem Album Wild And Blue, die sich mehr als eine Million Mal verkaufte, damit wie das Album Gold-Status erreichte und auch in der Pop-Hitparade notierte.
Im Jahr 1983 gelang ihm mit der Singleauskopplung Black Sheep aus dem Album All The People Are Talking wiederum der Sprung an die Spitze der Country Charts. Die Plattenverkäufe der drei weiteren Alben bei Warner stagnierten jedoch und Anderson wechselte letztendlich 1987 zu MCA. Auch den dort erschienen drei Alben war kein großer Erfolg beschieden. Erst 1992 gelang ihm plötzlich erneut ein Nummer-1-Hit mit Straight Tequila Night, einer Singleauskopplung aus seinem ersten Album Seminole Wind bei dem damals neu gegründeten Label BNA. Aus dem mit Doppel-Platin ausgezeichneten Album schafften noch weitere drei Auskopplungen den Sprung in die Charts: When It Comes To You (Platz 3), ein Song aus der Feder von Mark Knopfler, der auch bei dem Album mitwirkte, sowie Seminole Wind (Platz 2) und Let Go Of The Stone (Platz 7).
1993 folgte das ebenfalls sehr erfolgreiche Album Solid Ground, welches mit Gold ausgezeichnet wurde. Die Single Money In The Bank erreichte die Spitze der Country-Charts. Auch die Kompilation Greatest Hits wurde noch mit Gold ausgezeichnet. In der Folge musste sich Anderson mit mittleren bis kleineren Erfolgen zufriedengeben, was wiederum zu einem Wechsel der Plattenfirma führte. 1997 unterschrieb er bei Mercury Records und brachte das Album Takin' The Country Back heraus, welches jedoch keine größere Beachtung fand. Nach einem weiteren Wechsel zu Sony Music 1999 erschien das von Kritikern gelobte Album Nobody’s Got It All, welches jedoch kommerziell erneut nicht die gewünschte Resonanz erhielt. 2002 gründete er schließlich unter der Schirmherrschaft von Audium Records sein eigenes Label John Anderson Records und veröffentlichte die Anthology, welche 30 neu eingespielte Hits aus seiner fast 25-jährigen Karriere beinhalten.
Anderson wurde 2006 Mitglied der MusikMafia, einer Gruppierung von Musikern und Songschreibern in Nashville, und im darauf folgenden Jahr präsentierte er das Album Easy Money, welches von John Rich, einem der Gründungsväter der MuzikMafia und Teil des Country-Duos Big & Rich, produziert wurde. Der von Merle Haggard, Lefty Frizzell und George Jones beeinflusste Anderson war als einer der ersten „Neuen Traditionalisten“ Wegbereiter für eine neue Generation von Country-Musikern wie George Strait oder Dwight Yoakam.

## Diskografie

### Alben
| Jahr | Titel                                  | Höchstplatzierung, Gesamtwochen, AuszeichnungChartplatzierungen (Jahr, Titel, Platzierungen, Wochen, Auszeichnungen, Anmerkungen) | Höchstplatzierung, Gesamtwochen, AuszeichnungChartplatzierungen (Jahr, Titel, Platzierungen, Wochen, Auszeichnungen, Anmerkungen) | Anmerkungen |
| Jahr | Titel                                  | US | Country | Anmerkungen |
| ---- | -------------------------------------- | --- | --- | ----------- |
| 1980 | John Anderson                          | — | Country61 (7 Wo.)Country |             |
| 1981 | John Anderson 2                        | — | Country25 (25 Wo.)Country |             |
| 1981 | I Just Came Home to Count the Memories | — | Country40 (22 Wo.)Country |             |
| 1982 | Wild & Blue                            | US58 Gold · (12 Wo.)US | Country3 (68 Wo.)Country |             |
| 1983 | All the People are Talkin’             | US163 (5 Wo.)US | Country9 (29 Wo.)Country |             |
| 1984 | Eye of a Hurricane                     | — | Country3 (39 Wo.)Country |             |
| 1985 | Tokyo, Oklahoma                        | — | Country24 (30 Wo.)Country |             |
| 1986 | Countrified                            | — | Country17 (28 Wo.)Country |             |
| 1987 | Blue Skies Again                       | — | Country41 (19 Wo.)Country |             |
| 1988 | 10                                     | — | Country51 (9 Wo.)Country |             |
| 1992 | Seminole Wind                          | US35 ×2Doppelplatin · (75 Wo.)US                                                                                                  | Country10 (137 Wo.)Country |             |
| 1993 | Solid Ground                           | US75 Gold · (20 Wo.)US | Country12 (67 Wo.)Country |             |
| 1994 | Country ’Til I Die                     | — | Country43 (36 Wo.)Country |             |
| 1996 | Paradise                               | — | Country40 (6 Wo.)Country |             |
| 1997 | Takin’ the Country Back                | US138 (4 Wo.)US | Country19 (19 Wo.)Country |             |
| 2001 | Nobody’s Got It All                    | — | Country64 (1 Wo.)Country |             |
| 2007 | Easy Money                             | US170 (1 Wo.)US | Country36 (4 Wo.)Country |             |
| 2009 | Bigger Hands                           | — | Country53 (1 Wo.)Country |             |
| 2015 | Goldmine                               | — | Country36 (1 Wo.)Country |             |
| 2020 | Years                                  | — | — |             |

Weitere Alben
- 1989: Too Tough to Tame
- 1994: Christmas Time

### Kompilationen
| Jahr | Titel         | Höchstplatzierung, Gesamtwochen, AuszeichnungChartplatzierungen (Jahr, Titel, Platzierungen, Wochen, Auszeichnungen, Anmerkungen) | Höchstplatzierung, Gesamtwochen, AuszeichnungChartplatzierungen (Jahr, Titel, Platzierungen, Wochen, Auszeichnungen, Anmerkungen) | Anmerkungen |
| Jahr | Titel         | US | Country | Anmerkungen |
| ---- | ------------- | --- | --- | ----------- |
| 1984 | Greatest Hits | US— GoldUS | Country28 (45 Wo.)Country |             |
| 1998 | Super Hits    | — | Country72 (1 Wo.)Country |             |
| 2002 | Anthology     | — | Country65 (6 Wo.)Country |             |

Weitere Kompilationen
- 1990: Greatest Hits Vol. 2
- 1994: You Can’t Keep a Good Memory Down
- 1997: The Encore Collection
- 1998: The Essential John Anderson
- 2002: RCA Country Legends
- 2004: The Ultimate Hits

### Singles
| Jahr | Titel Album                                                                        | Höchstplatzierung, Gesamtwochen, AuszeichnungChartplatzierungen (Jahr, Titel, Album, Platzierungen, Wochen, Auszeichnungen, Anmerkungen) | Höchstplatzierung, Gesamtwochen, AuszeichnungChartplatzierungen (Jahr, Titel, Album, Platzierungen, Wochen, Auszeichnungen, Anmerkungen) | Anmerkungen               |
| Jahr | Titel Album                                                                        | US | Country | Anmerkungen               |
| --- | ---------------------------------------------------------------------------------- | --- | --- | ------------------------- |
| 1977 | I’ve Got a Feelin’ (Somebody’s Been Stealin’)                                      | — | Country62 (8 Wo.)Country |                           |
| 1978 | Whine, Whistle, Whine                                                              | — | Country69 (5 Wo.)Country |                           |
| 1978 | The Girl at the End of the Bar John Anderson                                       | — | Country40 (9 Wo.)Country |                           |
| 1979 | My Pledge of Love                                                                  | — | Country41 (8 Wo.)Country |                           |
| 1979 | Low Dog Blues John Anderson                                                        | — | Country31 (11 Wo.)Country |                           |
| 1979 | Your Lying Blue Eyes John Anderson                                                 | — | Country15 (16 Wo.)Country |                           |
| 1980 | She Just Started Liking Cheatin’ Songs John Anderson                               | — | Country13 (15 Wo.)Country |                           |
| 1980 | If There Were No Memories John Anderson                                            | — | Country21 (14 Wo.)Country |                           |
| 1980 | 1959 John Anderson                                                                 | — | Country7 (17 Wo.)Country |                           |
| 1981 | I’m Just an Old Chunk of Coal (But I’m Gonna Be a Diamond Someday) John Anderson 2 | — | Country4 (16 Wo.)Country |                           |
| 1981 | Chicken Truck John Anderson 2                                                      | — | Country8 (13 Wo.)Country |                           |
| 1981 | I Love You a Thousand Ways                                                         | — | Country54 (2 Wo.)Country | B-Seite von Chicken Truck |
| 1981 | I Just Came Home to Count the Memories                                             | — | Country7 (18 Wo.)Country |                           |
| 1982 | Would You Catch a Falling Star I Just Came Home to Count the Memories              | — | Country6 (19 Wo.)Country |                           |
| 1982 | Wild and Blue Wild & Blue                                                          | — | Country1 (20 Wo.)Country |                           |
| 1983 | Swingin’ Wild & Blue                                                               | US43 Gold · (13 Wo.)US | Country1 (22 Wo.)Country |                           |
| 1983 | Goin’ Down Hill Wild & Blue                                                        | — | Country5 (17 Wo.)Country |                           |
| 1983 | Black Sheep All the People Are Talkin’                                             | — | Country1 (21 Wo.)Country |                           |
| 1984 | Let Somebody Else Drive All the People Are Talkin’                                 | — | Country10 (16 Wo.)Country |                           |
| 1984 | I Wish I Could Write You a Song Eye of a Hurricane                                 | — | Country14 (20 Wo.)Country |                           |
| 1984 | She Sure Got Away with My Heart Eye of a Hurricane                                 | — | Country3 (25 Wo.)Country |                           |
| 1985 | Eye of a Hurricane                                                                 | — | Country20 (17 Wo.)Country |                           |
| 1985 | It’s All Over Now Tokyo, Oklahoma                                                  | — | Country15 (17 Wo.)Country |                           |
| 1985 | Tokyo, Oklahoma                                                                    | — | Country30 (14 Wo.)Country |                           |
| 1985 | Down in Tennessee Tokyo, Oklahoma                                                  | — | Country12 (22 Wo.)Country |                           |
| 1986 | You Can’t Keep a Good Memory Down                                                  | — | Country31 (11 Wo.)Country |                           |
| 1986 | Honky Tonk Crowd Countrified                                                       | — | Country10 (22 Wo.)Country |                           |
| 1987 | Countrified                                                                        | — | Country44 (12 Wo.)Country |                           |
| 1987 | What’s So Different About You Countrified                                          | — | Country55 (8 Wo.)Country |                           |
| 1987 | When Your Yellow Brick Road Turns Blue Blue Skies Again                            | — | Country48 (8 Wo.)Country |                           |
| 1988 | Somewhere Between Ragged and Right Blue Skies Again                                | — | Country23 (15 Wo.)Country | mit Waylon Jennings       |
| 1988 | It’s Hard to Keep This Ship Together Blue Skies Again                              | — | Country65 (4 Wo.)Country |                           |
| 1988 | If It Ain’t Broke, Don’t Fix It 10                                                 | — | Country35 (12 Wo.)Country |                           |
| 1988 | Down in the Orange Grove 10                                                        | — | Country68 (4 Wo.)Country |                           |
| 1989 | Lower on the Hog 10                                                                | — | Country73 (4 Wo.)Country |                           |
| 1989 | Who’s Lovin’ My Baby Too Tough to Tame                                             | — | Country66 (5 Wo.)Country |                           |
| 1991 | Who Got Our Love Seminole Wind                                                     | — | Country67 (3 Wo.)Country |                           |
| 1991 | Straight Tequila Night Seminole Wind                                               | — | Country1 (20 Wo.)Country |                           |
| 1992 | When It Comes to You Seminole Wind                                                 | — | Country3 (20 Wo.)Country |                           |
| 1992 | Seminole Wind                                                                      | — | Country2 (20 Wo.)Country |                           |
| 1992 | Let Go of the Stone Seminole Wind                                                  | — | Country7 (20 Wo.)Country |                           |
| 1993 | Money in the Bank Solid Ground                                                     | — | Country1 (20 Wo.)Country |                           |
| 1993 | I Fell in the Water Solid Ground                                                   | — | Country13 (20 Wo.)Country |                           |
| 1993 | I’ve Got It Made Solid Ground                                                      | — | Country3 (20 Wo.)Country |                           |
| 1994 | I Wish I Could Have Been There Solid Ground                                        | — | Country4 (20 Wo.)Country |                           |
| 1994 | Country ’Til I Die                                                                 | — | Country35 (10 Wo.)Country |                           |
| 1994 | Bend It Until It Breaks Country ’Til I Die                                         | — | Country3 (20 Wo.)Country |                           |
| 1995 | Mississippi Moon Country ’Til I Die                                                | — | Country15 (20 Wo.)Country |                           |
| 1996 | Paradise                                                                           | — | Country26 (20 Wo.)Country |                           |
| 1996 | Long Hard Lesson Learned Paradise                                                  | — | Country51 (10 Wo.)Country |                           |
| 1996 | My Kind of Crazy Paradise                                                          | — | Country67 (4 Wo.)Country |                           |
| 1997 | Somebody Slap Me Takin’ the Country Back                                           | — | Country22 (20 Wo.)Country |                           |
| 1997 | Small Town Takin’ the Country Back                                                 | — | Country44 (11 Wo.)Country |                           |
| 1998 | Takin’ the Country Back                                                            | — | Country41 (12 Wo.)Country |                           |
| 2000 | You Ain’t Hurt Nothin’ Yet Nobody’s Got It All                                     | — | Country56 (8 Wo.)Country |                           |
| 2000 | Nobody’s Got It All                                                                | — | Country55 (9 Wo.)Country |                           |
| 2006 | If Her Lovin’ Don’t Kill Me Nobody’s Got It All                                    | — | Country59 (1 Wo.)Country |                           |
| Folgende Lieder erschienen nicht als Single, wurden aber durch das Album zum Download und Streaming bereitgestellt und konnten somit eine Platzierung erlangen: |                                                                                    | | |                           |
| |                                                                                    | | |                           |
| 1994 | Christmas Time                                                                     | — | Country57 (2 Wo.)Country |                           |

Weitere Singles
- 1975: Swoop Down Sweet Jesus
- 1990: Tryin’ to Make a Livin’ on the Road
- 2001: The Big Revival
- 2001: It Ain’t Easy Being Me
- 2007: A Woman Knows
- 2009: Cold Coffee & Hot Beer
- 2009: Bigger Hands
- 2015: I Work a Lot Better
- 2015: Don’t Forget to Thank the Lord
- 2015: Magic Mama

## Auszeichnungen
| Jahr | Org. | Award              | Titel    |
| ---- | ---- | ------------------ | -------- |
| 1983 | CMA  | Horizon Award      |          |
| 1983 | CMA  | Single Of The Year | Swingin’ |
| 1984 | TNN  | Song Of The Year   | Swingin’ |
| 1994 | ACM  | Career Achievement |          |